# ワーレイ
ワーレイ（英: Wale、本名: オルボワーレイ・ビクター・アキンテメヒン、1984年9月21日 - ）とは、アメリカ合衆国ワシントンD.C.出身のラッパーである。

## 人物
1984年9月21日に、ワシントンD.C.にて生まれる。彼の両親は、ナイジェリアに住むヨルバ人だったが、その後、1979年にアメリカへ移住。二世である。
2001年には高校を卒業し、最終的にメリーランド州にあるボウイ・ステイト大学(Bowie State University)へ進学するものの、中退。そこから本格的に音楽活動を行うようになった。
2009年にはメジャーデビューも果たし、2011年リリースの『Ambition』は全米チャートにて、初登場2位を記録した。

## ミュージック・キャリア
2009年11月10日、デビューアルバム『Attention Deficit』をリリースし、全米ビルボードアルバムチャートにて初登場21位を記録。収録曲MirrorsはゲームSaints Row: The Thirdに使用されている。
2011年11月1日、2ndアルバム『Ambition』をリリースし、全米ビルボードアルバムチャートにて初登場2位を記録。

## ディスコグラフィー

### アルバム
| 2009                                      | Attention Deficit       | - 発売日: 2009年11月10日 - レーベル: Allido, Interscope - フォーマット: CD, digital download - 全米売上: 16.9万枚                | 21 | —  |                |
| 2011                                      | Ambition                | - 発売日: 2011年11月1日 - レーベル: Maybach, Warner Bros. - フォーマット: CD, digital download - 全米売上: 50万枚                | 2  | —  | - US: ゴールド |
| 2013                                      | The Gifted              | - 発売日: 2013年6月25日 - レーベル: Maybach, Atlantic - フォーマット: CD, digital download - 全米売上: 32.3万枚                  | 1  | 10 | - US: ゴールド |
| 2015                                      | The Album About Nothing | - 発売日: 2015年3月31日 - レーベル: Maybach, Atlantic, Every Blue Moon - フォーマット: CD, digital download - 全米売上: 13.8万枚 | 1  | —  |                |
| 2017                                      | Shine                   | - 発売日: 2017年4月28日 - レーベル: Maybach, Atlantic - フォーマット: CD, digital download - 全米売上: 2.8万枚                   | 16 | —  |                |
| "—"は未発売またはチャート圏外を意味する。 |                         | |    |    |                |

### ミックステープ
- Paint a Picture (2005)
- Hate is the New Love (2006)
- 100 Miles & Running (2007)
- The Mixtape About Nothing (2008)
- Back to the Feature (2009)
- More About Nothing (2010)
- The Eleven One Eleven Theory (2011)